# Gymnastik- och Idrottsföreningen Nike
O GIF Nike é um clube de futebol da Suécia fundado em 1919. Sua sede fica localizada em Lomma.